# Tampines
Tampines – naziemna stacja Mass Rapid Transit (MRT) w Singapurze, która jest częścią East West Line. Obsługuje dzielnicę Tampines.
Od 2017 jest stacją węzłową z Downtown Line.